# Kastell Würzberg
Das Kastell Würzberg (in der älteren Literatur auch Kastell Hainhäusel oder Kastell Hainhaus) war ein römisches Numeruskastell der älteren Odenwaldlinie des Neckar-Odenwald-Limes. Das heutige Bodendenkmal liegt südlich von Würzberg, einem etwas abgelegenen Ortsteil von Michelstadt im hessischen Odenwaldkreis.

## Lage

Lageplan (1895)

Das Bodendenkmal Kastell Würzberg liegt etwa zweieinhalb Kilometer südlich des gleichnamigen Ortes, auf einer Lichtung am nördlichen Rande des Waldes, der sich zwischen Würzberg und Bullau, der südlich nächstgelegenen Ortschaft erstreckt. Topografisch befindet es sich in rund 525 Höhenmetern auf einem den Odenwald von Norden nach Süden durchziehenden Bergrücken.
Das Gelände, auf dem sich das Bodendenkmal unmittelbar befindet, ist in zwei Richtungen schwach geneigt. Es fällt von der ehemaligen West- zur Ostseite des Kastells wie auch von seiner Nord- zur Südseite um jeweils etwa einen Meter ab.

## Forschungsgeschichte
Möglicherweise ist der Kastellplatz identisch mit der in einer Beschreibung der Mark Michelstadt von 819 erwähnten Wllineburch respektive der in einer Urkunde über den Lorscher Wildbann 1012 so bezeichneten destructa Vullonoburg. Eine erste zuverlässige Beschreibung datiert aus dem Jahre 1736.
Anfang des 19. Jahrhunderts wurde das Kastell von Johann Friedrich Knapp (1776–1848) im Auftrag des Grafen Franz I. zu Erbach-Erbach (1754–1823) mit den Methoden der damaligen Zeit untersucht. Erste wissenschaftliche Ausgrabungen wurden 1895 durch die Reichs-Limeskommission unter der örtlichen Grabungsleitung von Friedrich Kofler durchgeführt. 1963 folgte eine weitere archäologische Untersuchung durch das Saalburgmuseum unter der Leitung von Dietwulf Baatz (1928–2021). Diese Grabungen und die hieraus resultierende Publikation waren zusammen mit den Ausgrabungen im benachbarten Kastell Hesselbach wegweisend und ermöglichten analoge Rekonstruktionen weiterer Numeruskastelle des Odenwaldlimes.

Keramikrandscherben
(Grabungen 1895)

Das Kastell Würzberg gilt als eines der am besten erhaltenen Numeruskastelle des Odenwaldlimes. Die Konturen der Kastellumwehrung sind im nicht überbauten Gelände noch heute gut zu erkennen. Die Fundamente des Kastellbades und Teile des aufgehenden Mauerwerks sind konserviert und vermitteln so einen umfassenden Eindruck von der Struktur eines solchen Bauwerks.

Freilegung der Kastellthermen durch die Reichs-Limeskommission (1895)
Blick von Nordost auf die Räume A, B, C, C1 und D
Blick von Nordwest auf die Räume B und B1
Blick von Süd auf die Räume B, A und A2
Blick von Südwest auf die Räume C1, C, B, A und A2

## Befunde

### Kastell
Das Kastellgelände erstreckt sich über eine Fläche von rund 6.000 Quadratmetern und entspricht damit der typischen Größe eines Numeruskastells im Odenwald. Die Ummauerung war in Form eines ungleichmäßigen Vierecks ausgeführt. Die Prätorialfront (Vorderseite) maß 72,03 m, die Länge der Rückfront betrug 74,10 m. Die Mauer auf der linken, nördlichen Seite war 81,03 m, die auf der rechten, südlichen Seite 80,63 m lang. Die Stärke des Fundaments betrug 1,25 m, die des aufgehenden Mauerwerks 90 cm bis 95 cm. Die Umwehrung war mit insgesamt vier Zugängen ausgestattet. Das Haupttor (Porta praetoria) war zum Limes hin ausgerichtet. Das rückwärtige Lagertor (Porta decumana) existierte lediglich in Form einer kleinen Schlupfpforte, die vermutlich nur in der ersten Bauphase benutzt und später zugemauert worden war. Die abgerundeten Ecken der Mauer waren nicht mit Wehrtürmen versehen. Während Kofler noch davon ausgegangen war, dass auch die Tore keine Wehrtürme besaßen, kam Baatz zu dem Ergebnis, dass sowohl die Porta praetoria als auch die Porta principalis sinistra (linkes Seitentor) und die Porta principalis dextra (rechtes Seitentor) vermutlich über Tortürme analog dem Hesselbacher Kastell verfügten, verlangte aber zur endgültigen Klärung weitere Grabungen. Vor der Umwehrung lag, im Anschluss an eine 50 bis 80 cm breite Berme, ein rund sechs Meter breiter Graben (Fossa), dessen Tiefe nur einen Meter unter das Niveau der Berme reichte. Er war in Form einer so genannten Fossa punica ausgeführt, das heißt: die dem Feind zugewandte Grabenwand war deutlich steiler abgetieft als die dem Lager zugewandte. In den Bereichen unmittelbar vor den Toren war der Graben durch Erddämme unterbrochen.
Im Kastellinneren wurde im Anschluss an den Wall, der den Wehrgang trug, die seit der zweiten Bauphase geschotterte Via sagularis (Wallstraße) festgestellt. Die Lage der Via principalis (die Seitentore verbindende Lagerhauptstraße) und der Via praetoria (Ausfallstraße) sind ebenfalls gesichert. Spuren von Innenbauten konnten während aller drei Grabungskampagnen gar nicht (Knapp) oder nur rudimentär (Kofler und Baatz) ermittelt werden. Sie dürften zu allen Bauphasen aus Fachwerkbauten mit möglicherweise plattierten Fußböden bestanden haben.
Durch die Untersuchungen von 1963 konnten schließlich insgesamt folgende Bauphasen festgestellt werden:
- In trajanischer Zeit[1] wurde das Lager mit einer Holz-Erde-Mauer errichtet.
- In hadrianischer Zeit, also zwischen 117 und 138 n. Chr., trat an die Stelle der hölzernen Umwehrung eine im Zwischenraum mit Erde verfüllte Doppel-Trockenmauer.
- Zwischen 140 und 150 n. Chr. wurde das Trockenmauerwerk durch eine gemörtelte Steinmauer ersetzt.
- Mit der Vorverlegung des Limes wurde das Kastell (wie der gesamte Odenwaldlimes) bis spätestens 159 n. Chr. aufgegeben.

Damit ergibt sich dieselbe Abfolge, wie sie auch für das Kastell Hesselbach nachgewiesen wurde und wie sie für alle Kastelle des Odenwaldlimes typisch ist. Über den hier stationiertes Numerus, eine etwa 160 Mann starke Auxiliartruppen-Einheit, ist nichts bekannt.

Kastellgrundriss Befunde der Grabungen von 1895
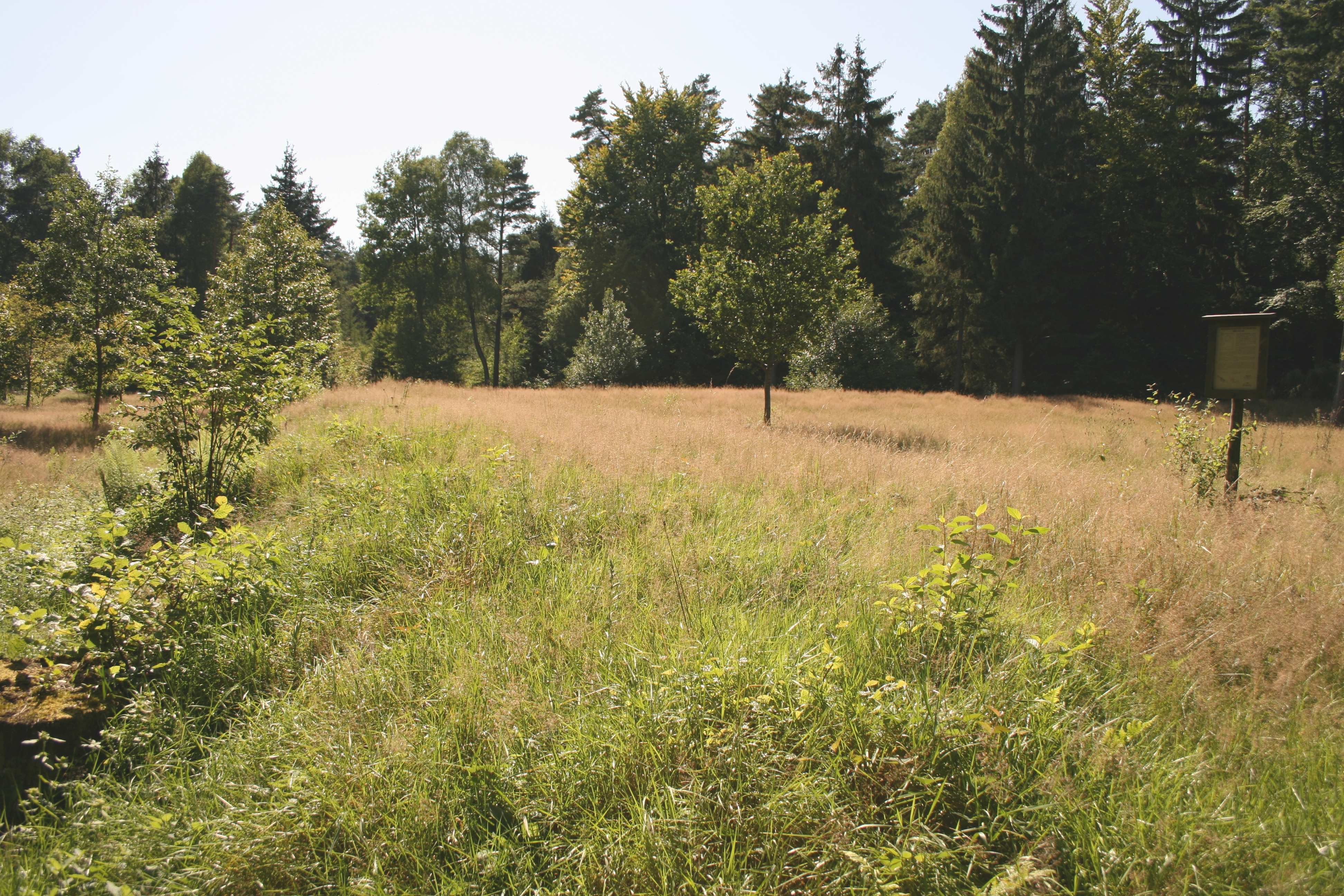
Im Gelände sichtbare Kontur der ehemaligen Umwehrung
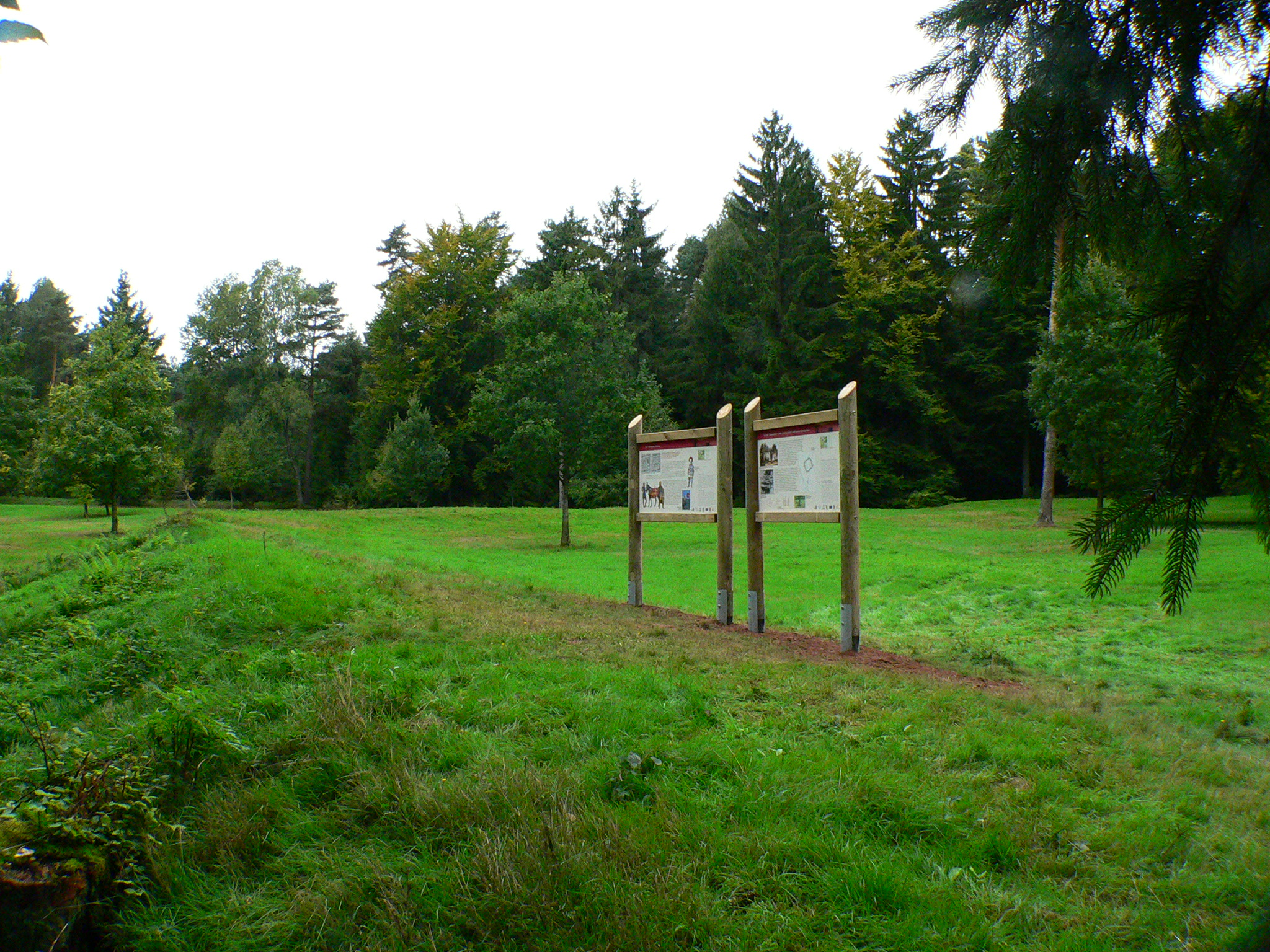
Im Gelände sichtbare Kontur der ehemaligen Umwehrung mit Informationstafeln

### Vicus und Thermen
Ein Kastellvicus wurde bei Nachuntersuchungen in den 1930er-Jahren nachgewiesen, aber nicht publiziert.
Etwa 60 Meter südlich der Porta principalis dextra (rechtes Lagertor) befand sich das Kastellbad, das in kleinem Maßstab über alle Funktionen der typisch römischen Thermen verfügte und vom hessischen Landesdenkmalamt 1980 untersucht und konserviert wurde. Von Nord nach Süd folgten auf ein hölzernes Apodyterium (Umkleideraum) in einem Steinbau ein Frigidarium (Kaltbad, Raum A) mit Piscina (Kaltwasserwanne, A1), ein Tepidarium (Laubad, B) mit entsprechender Wanne (B1) und ein Caldarium (Warmbad, C) mit Warmwasserwanne (C1). Westlich des Frigidariums befand sich ein kreisförmiges Sudatorium (trockenes Schwitzbad, A2). Insgesamt zwei Praefurnien (Heizräume), westlich des Sudatoriums und südlich des Caldariums (D), sorgten für die notwendigen Wasser- und Raumtemperaturen. Das Bad war verputzt und ausgemalt und verfügte über Wasserhähne mit fließendem Kalt- und Warmwasser sowie gläserne Fenster. Unter dem Baumaterial befanden sich auch Ziegel der in Heidelberg-Neuenheim stationierten cohors XXIIII voluntariorum civium Romanorum („24. Kohorte Freiwilliger römischen Bürgerrechts“)

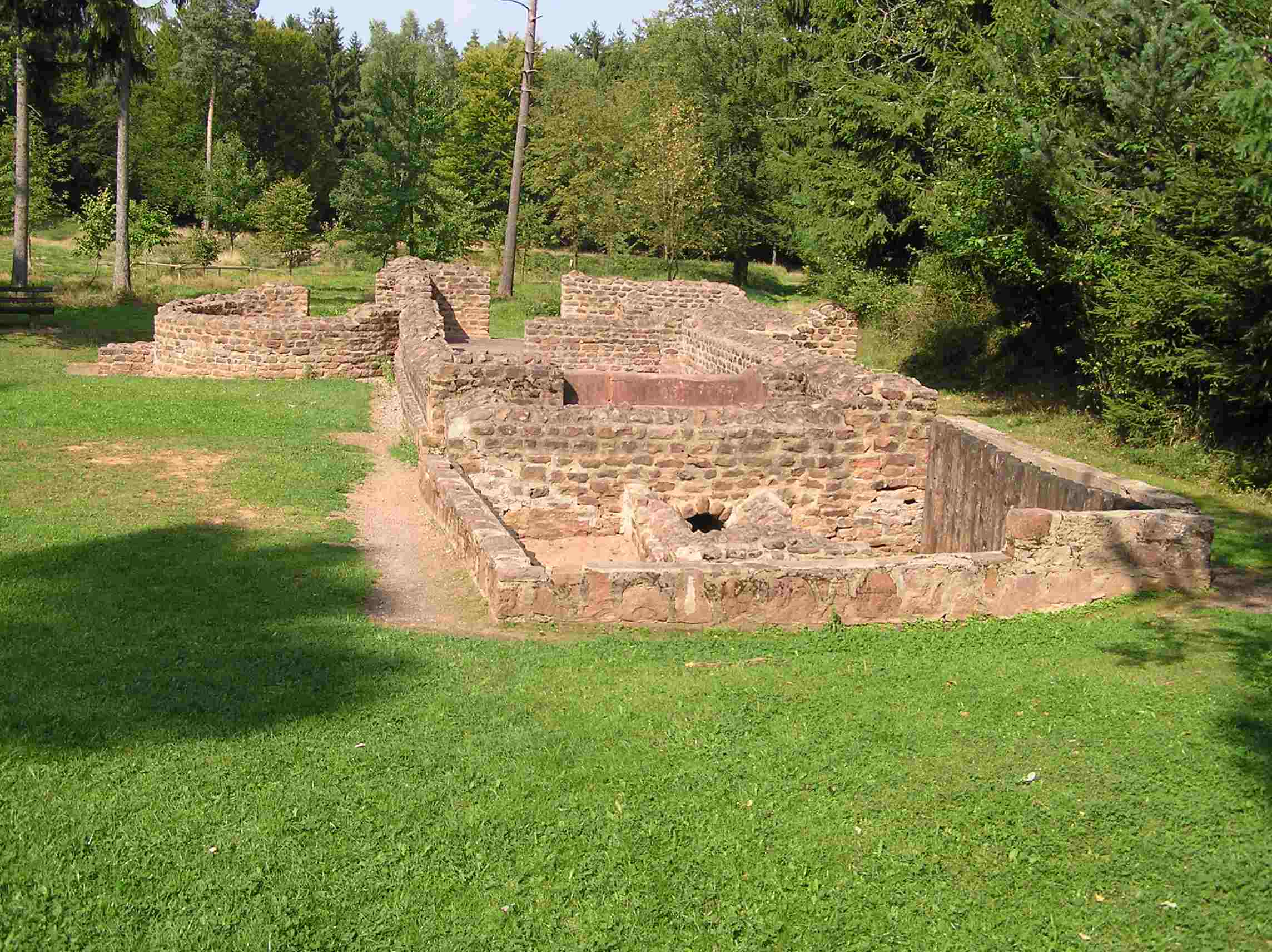
Kastellbad, Blick von SSW mit dem Praefurnium im Vordergrund, links ausbuchtend das Sudatorium
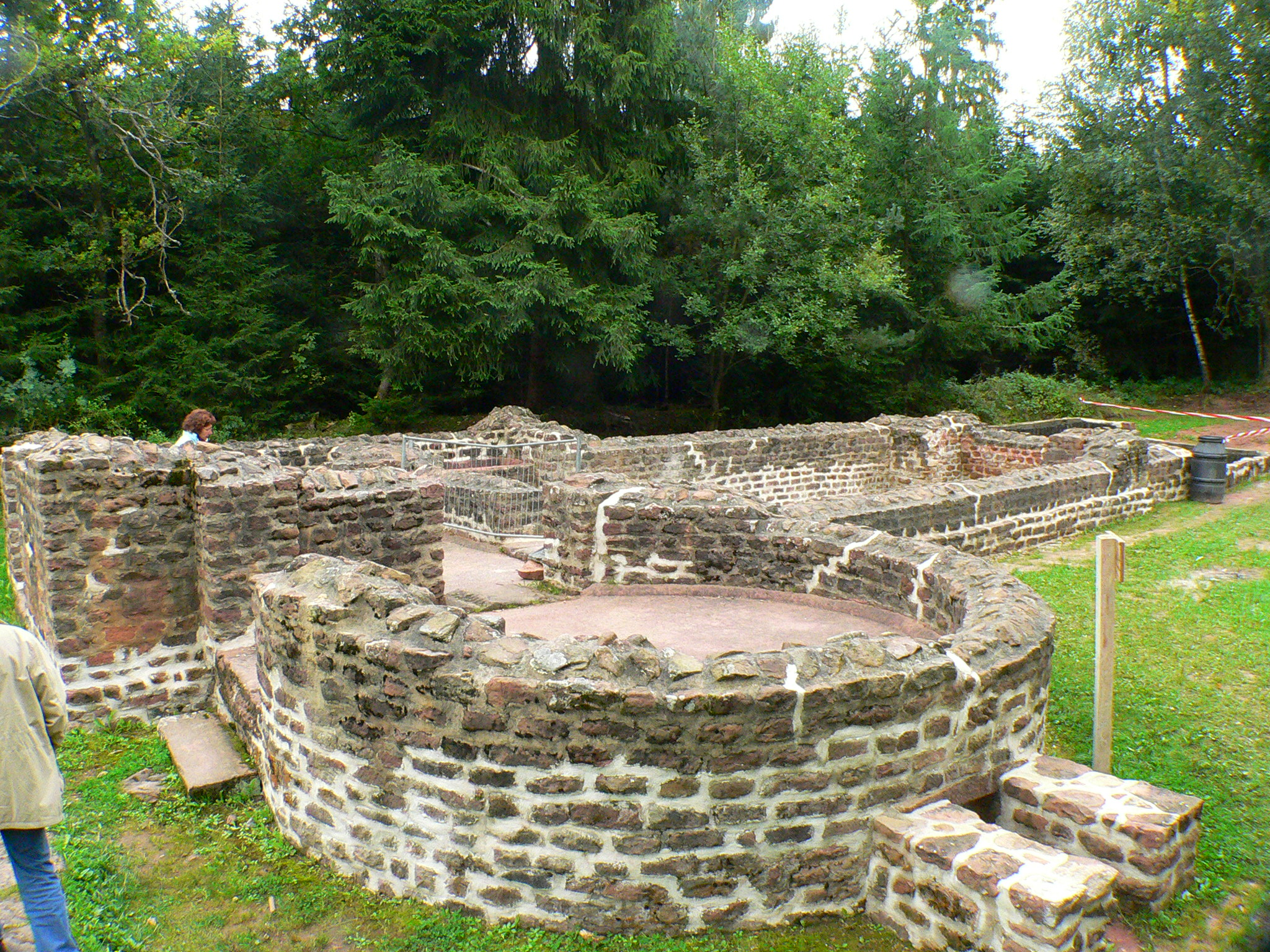
Kastellbad, Blick auf die Gesamtanlage mit dem Sudatorium im Vordergrund
Kastellbad zur Zeit der Ausgrabungen 1895
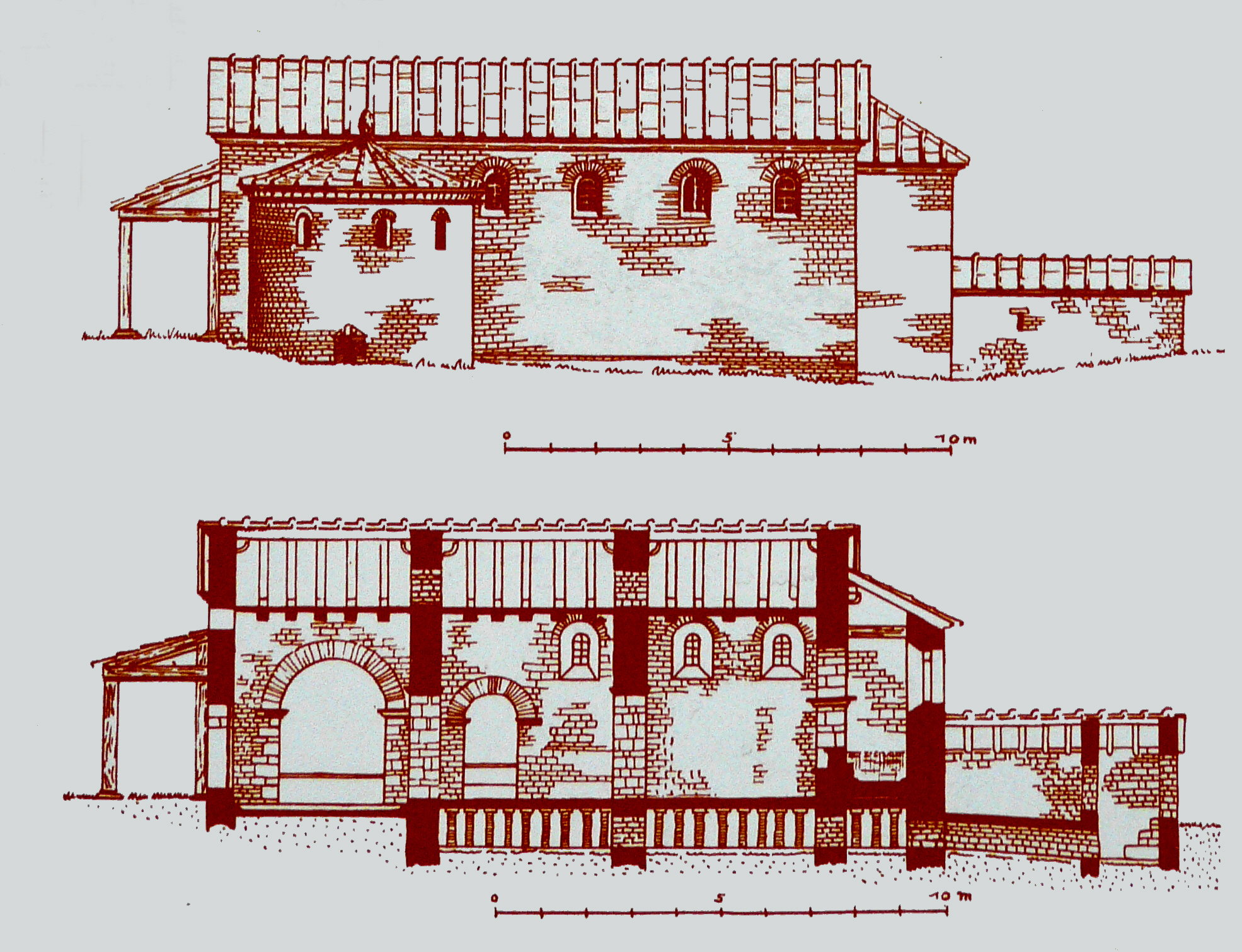
Zeichnerische Rekonstruktion der Thermen
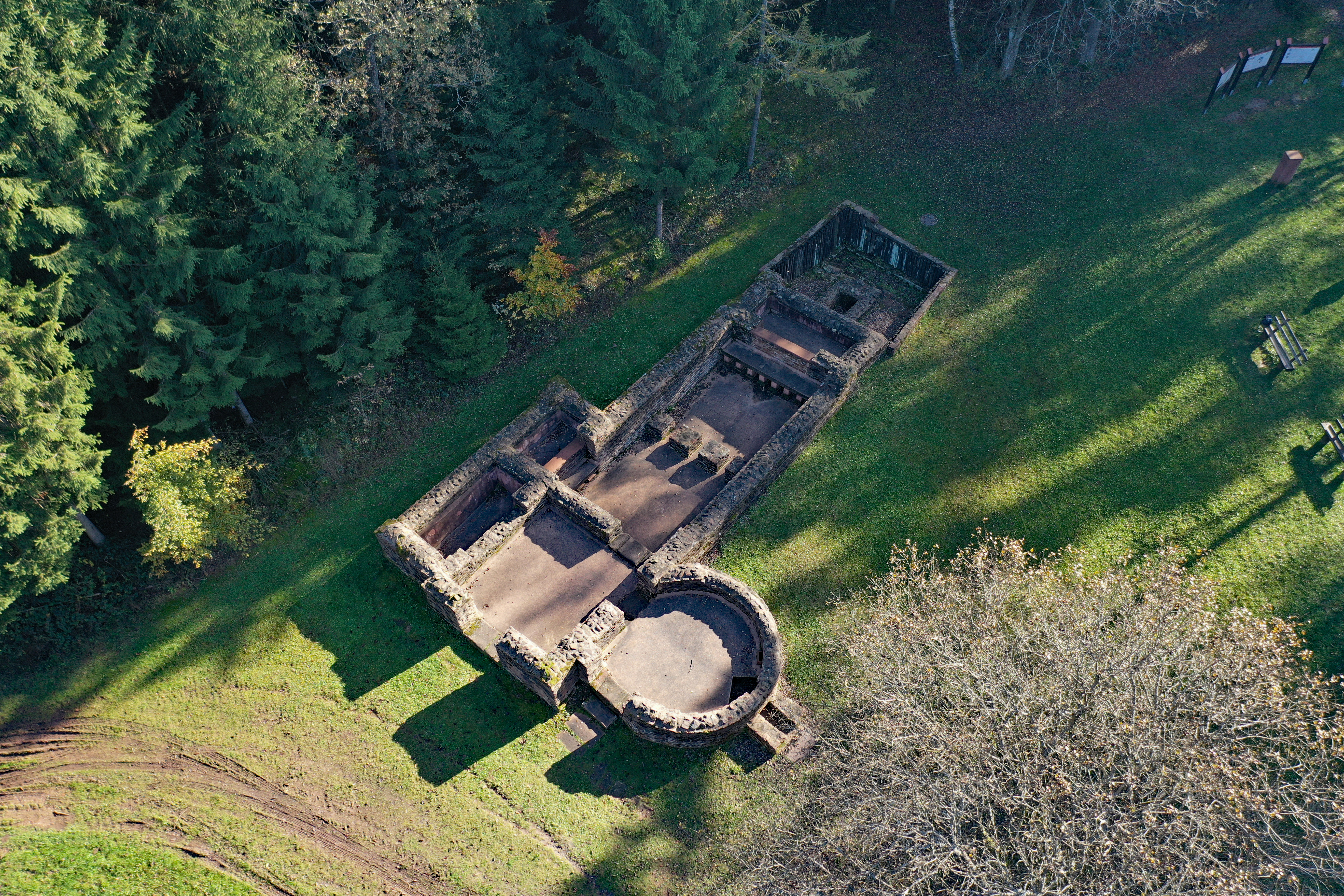
Luftbild

## Limesverlauf zwischen den Kastellen Würzberg und Hesselbach
Vom Kastell Würzberg aus zieht der Limes weiter über einen von Nord nach Süd verlaufenden, bewaldeten Höhenrücken des Odenwaldes. Dabei fällt er allmählich von 525 auf 489 Höhenmeter ab. Bis auf die in den nördlichen Randbereichen von Hesselbach gelegenen Wachtürme sind alle Limesbauwerke mehr oder weniger gut sichtbar. Die zwischen den Kastellen gelegentlich in unmittelbarer Nähe der Wachtürme zu bemerkenden, wie der Limes in Nord-Süd-Richtung verlaufenden Gräben mit wallartiger Erhebung stehen jedoch nicht im Zusammenhang mit dem Limes, sondern gehören einer mittelalterlichen Landwehr an.
| ORL      | Name/Ort                 | Beschreibung/Zustand |
| -------- | ------------------------ | --- |
| ORL 49   | Kastell Würzberg         | siehe oben |
| Wp 10/26 | „Im Sack“                | Sichtbare Turmstelle mit einem Stein- und einem Holzturmhügel, die 1895 von Eduard Anthes untersucht worden ist. Der Steinturm hatte einen quadratischen Grundriss von 5,40 m Seitenlänge, seine Mauerstärke betrug 95 cm. Der Holzturm befand sich in rund 25 m Entfernung. Das Fundament des Holzturms bestand aus quadratisch angelegtem Trockenmauerwerk mit 5,20 m Seitenlänge, je drei Balkenschlitzen auf jeder Seite und Einkerbungen für Pfostensetzungen an jeder Ecke. Er war von einem 17 m bis 18 m durchmessenden Ringgraben umgeben, dessen Böschung an der Außenseite steiler ausgeführt worden war als an der Innenseite. 28,40 m östlich des Holzturms wurde die Turmstelle von der Limespalisade passiert. |
| Wp 10/27 | „Im Gescheid“            | Noch sichtbare Turmstelle aus einem Stein- und einem Holzturmhügel, die 1895 von Anthes und Wilhelm Soldan untersucht worden ist und die der Turmstelle Wp 10/26 sehr stark ähnelt. Der Steinturm besaß einen quadratischen Grundriss von 5,20 m Seitenlänge und war zur Zeit der Ausgrabung bereits stark beschädigt. Etwa 24 m nördlich des Steinturms befand sich die Holzturmstelle. Der Holzturm verfügte über das am besten erhaltene Trockenmauerwerk des gesamten Limesabschnitts, das bei seiner Ausgrabung noch bis zu einer Höhe von einem Meter erhalten war. Er hatte einen quadratischen Grundriss mit einer Seitenlänge von 5,20 m, besaß jeweils drei Balkenschlitze auf jeder Seite und 60 cm mal 60 cm große Falze zur Aufnahme der Eckpfosten. Der Turm war von einem Ringgraben mit 17,50 m Durchmesser und einer Tiefe von 1,40 m umgeben. Der Abstand der Limespalisade wurde mit 33,5 m gemessen, der Wert, der ohne ersichtlichen Grund deutlich von den durchschnittlichen Entfernungen abweicht, erscheint jedoch nicht ganz gesichert |
| Wp 10/28 | „Im oberen Seeschlag“    | - Lage - Grundriss des Holzturms - Profil des Palisadengrabens Sichtbare Turmstelle eines Holz- und eines Steinturms, die 1895 von Eduard Anthes untersucht worden ist. Der Steinturm war zum Zeitpunkt der Untersuchungen, vermutlich durch neuzeitliche Straßenbauarbeiten, schon weitgehend zerstört. Eine Singularität an dieser Limesstrecke stellte die im Inneren des Turmes gefundene, mit Ziegelbrocken durchsetzte Estrichschicht dar. Außen war der Turm mit einem außergewöhnlich ornamentierten Gesims versehen. Auch die 23 m südlich des Steinturms befindliche Holzturmstelle hatte durch neuzeitliche Baumaßnahmen einigen Schaden genommen. Der südöstliche Teil des Turmes war durch die Anlage eines Entwässerungsgrabens bereits völlig zerstört. Das Trockenmauerfundament des Holzturms hatte einen quadratischen Grundriss mit einer Seitenlänge von 5,10 m. Die Mauerstärke betrug 1,00 m und mit vermutlich nur zwei Balkenschlitzen auf jeder Seite versehen. Der Turm war von einem rund 14 m durchmessenden und 1,75 m tiefen Graben umgeben. Die Limespalisade verlief in einem Abstand von rund 30 m östlich der beiden Türme. - Westseite des Steinturms - Mauerwerk des Steinturms - Gesims des Steinturms - Zustand der Turmstelle im September 2009 |
| Wp 10/29 | „Im unteren Seeschlag“   | Erkennbare Turmstelle, die erstmals 1880 von Gustav Dieffenbach und Robert Schäfer im Auftrag des Gesamtvereins der deutschen Geschichts- und Altertumsvereine und genauer in den Jahren 1895 und 1896 von Anthes und Soldan für die Reichs-Limeskommission untersucht wurde. Die Turmstelle besteht aus einem Holz- und einem Steinturm. Der Steinturm besaß einen quadratischen Grundriss mit einer Seitenlänge von 5,85 m. Das aufgehende Mauerwerk war zur Zeit der Untersuchungen noch bis zu einer Höhe von zehn Steinschichten erhalten, die Mauerstärke betrug 98 cm im Sockel- und im Fundamentbereich sowie 90 cm im Aufgehenden. Zwei Bauinschriften belegen die Errichtung des Steinturms im Jahre 145 durch eine Abteilung der Brittones Triputienses. Die Trockenmauerfundamente des Holzturms waren im Vergleich zu anderen Türmen dieser Limesstrecke sorgfältiger ausgeführt. Die Mauerstärke betrug an drei Seiten rund einen Meter, an der Westseite jedoch 1,50 m. Die üblichen drei Balkenschlitze waren an der Westseite nicht festzustellen. Dies und die ungewöhnliche Mächtigkeit der Mauer deuten auf Verstärkung dieser Seite in einer späteren Bauphase (möglicherweise im Zusammenhang mit Ausbesserungsarbeiten) hin. Der wohl ursprünglich annähernd quadratische Turm erhielt dadurch eine rechteckige Form mit den Seitenlängen 5,10 m mal 5,40 m. Bei einer Nachuntersuchung im Jahre 1896 sprachen einige Befunde für die mögliche Umzäunung der gesamten Anlage mit einer Palisade. Da diese Befunde jedoch nicht ausreichend dokumentiert worden sind, kann ihre Interpretation aber nicht als gänzlich gesichert gelten. Die Limespalisade mit dem an dieser Stelle etwa 4,50 m breiten Limesbegleitweg passierte die Turmstelle etwa 32 m östlich des Holz- bzw. 28 m östlich des Steinturms. - Lage - Grundriss und Profil des Holzturms - Steinturm während der Ausgrabungen - Details des Steinturms |
| Wp 10/30 | „In den Vogelbaumhecken“ | - Lage (1895) - Grundriss und Profil des Holzturms (1895) - Fundament des Holzturms während der Ausgrabung (1895) - Fundament des Holzturms von SSW mit dem Steinturm im Hintergrund (2009) Konservierte und rekonstruierte Turmstelle eines Stein- und eines Holzturms nebst rekonstruierter Limespalisade. Der Steinturm wurde von Friedrich Kofler während der Ausgrabungen des Kastells Hesselbach, der Holzturm von Anthes 1895 untersucht. Der Steinturm besaß einen quadratischen Grundriss mit einer Seitenlänge von 4,80 m. Der sich deutlich im Gelände abzeichnende Holzturmhügel trug ein Trockenmauerfundament mit ebenfalls quadratischem Grundriss, dessen Seitenlänge 5,25 m und dessen Mauerstärke 65 cm betrug. Im Inneren war das Turmfundament durch eine weitere, 90 cm starke Trockenmauer in zwei ungleich große Räume geteilt. Zudem war die Westmauer in dem größeren, südlichen Raum auf eine Breite von 1,20 m verstärkt worden. Der Turm war von einem 20 m durchmessenden Ringgraben umgeben. Die Limespalisade passierte den Holzturm in 30 m östlicher Entfernung. Im Abstand von 8 m bis 10 m war ihr der Limesbegleitweg vorgelagert, dessen Breite an dieser Stelle mit den ungewöhnlichen Maßen von 7,50 m und 9,00 m festgestellt wurde. Die Palisade selbst, deren Spuren an dieser Stelle zum ersten Mal am gesamten Odenwaldlimes beobachtet worden sind, ist im Bereich des Wp 10/30 besonders aufmerksam untersucht worden. Sie bestand aus 25 cm bis 30 cm dicken Stämmen, die in einem 1,40 m eingetieften Graben mittels feuchter, gestampfter Erde unter Zuhilfenahme von Keilsteinen befestigt worden sind. Die Turmstelle wurde 1979 vom Rotary Club Erbach-Michelstadt erneut freigelegt und gesäubert. Anschließend wurden in Absprache mit dem Landesamt für Denkmalpflege Hessen das aufgehende Mauerwerk des Steinturms und die Fundamentmauer des Holzturms konserviert und teilweise wieder aufgemauert. Des Weiteren wurde ein Stück der Limespalisade rekonstruiert. Durch die so zur Geltung gebrachte Vollständigkeit des Ensembles zählt diese Anlage zu den am besten erhaltenen des Odenwaldlimes. - Steinturm (2009) - Reliefplatte in der Südwand des Steinturms (2009) - Profile der Limespalisade (1895) - Rekonstruierte Palisade von NO (2009) |
| Wp 10/31 | „Im Saufeld“             | Aufgrund der durchschnittlichen Entfernung zwischen Limeswachtürmen und der topographischen Gegebenheiten vermutete Turmstelle, die jedoch nicht archäologisch nachgewiesen werden konnte. Dietwulf Baatz fand auf dieser Flur 1966 bearbeitete Sandsteinbruchstücke, die in Lesesteinhaufen entlang einer Flurgrenze lagen. Dieser Bereich lag rund 100 m südlich der von der RLK vermuteten Stelle. |
| ORL 50   | Kastell Hesselbach       | → Hauptartikel : Kastell Hesselbach [ 36 ] |

## Denkmalschutz
Das Kastell Würzberg und die anschließenden Limesbauwerke sind Bodendenkmale nach dem Hessischen Denkmalschutzgesetz. Nachforschungen und gezieltes Sammeln von Funden sind genehmigungspflichtig, Zufallsfunde sind an die Denkmalbehörden zu melden.